# Anancistrogera crucispina
Anancistrogera crucispina är en insektsart som först beskrevs av Heinrich Hugo Karny 1929.  Anancistrogera crucispina ingår i släktet Anancistrogera och familjen Gryllacrididae. Inga underarter finns listade i Catalogue of Life.